# Emircan Haney
Emircan Haney (1 de enero de 2001) es un deportista turco que compite en tiro con arco, en la modalidad de arco compuesto.
Ganó una medalla en los Juegos Europeos de Cracovia 2023, cuatro medallas en el Campeonato Europeo de Tiro con Arco al Aire Libre entre los años 2022 y 2024, y una medalla en el Campeonato Europeo de Tiro con Arco en Sala de 2022.

## Palmarés internacional
| Juegos Europeos                  | Juegos Europeos    | Juegos Europeos   | Juegos Europeos |
| Año                              | Lugar              | Medalla           | Prueba          |
| -------------------------------- | ------------------ | ----------------- | --------------- |
| 2023                             | Cracovia (Polonia) | Medalla de bronce | Individual      |
| Campeonato Europeo al Aire Libre |                    |                   |                 |
| Año                              | Lugar              | Medalla           | Prueba          |
| 2022                             | Múnich (Alemania)  | Medalla de oro    | Equipo          |
| 2022                             | Múnich (Alemania)  | Medalla de bronce | Equipo mixto    |
| 2024                             | Essen (Alemania)   | Medalla de plata  | Equipo          |
| 2024                             | Essen (Alemania)   | Medalla de bronce | Equipo mixto    |
| Campeonato Europeo en Sala       |                    |                   |                 |
| Año                              | Lugar              | Medalla           | Prueba          |
| 2022                             | Laško (Eslovenia)  | Medalla de plata  | Equipo          |